# 안여훈
안여훈(2002년 1월 1일 ~ )는 대한민국의 축구 선수로, 포지션은 수비수이다. 현재 U리그 대구예술대학교 소속이다.